# Arlindo Lau
Arlindo Lau (ur. 27 października 1942 w Kurytybie  – zm. 19 lutego 2008) − piłkarz brazylijski, występujący na pozycji bramkarza.

## Kariera klubowa
Karierę piłkarską Arlindo rozpoczął w Operário Ponta Grossa w 1959 roku. W 1963 roku krótko występował w Corinthians Paulista. W 1963 roku został zawodnikiem Grêmio. Z Grêmio sześciokrotnie zdobył mistrzostwo stanu Rio Grande do Sul – Campeonato Gaúcho w 1963, 1964, 1965, 1966, 1967 i 1968 roku. Karierę zakończył w Operário w 1973 roku.

## Kariera reprezentacyjna
W reprezentacji Brazylii Arlindo zadebiutował 17 kwietnia 1966 w wygranym 1-0 meczu z reprezentacją Chile w Copa Bernardo O'Higgins 1966. Drugi i ostatni raz w reprezentacji Arlindo wystąpił trzy dni później w przegranym 1-2 meczu z tym samym rywalem.
| Mecze i gole w reprezentacji | Mecze i gole w reprezentacji | Mecze i gole w reprezentacji | Mecze i gole w reprezentacji | Mecze i gole w reprezentacji | Mecze i gole w reprezentacji | Mecze i gole w reprezentacji |
| #                            | Data                         | Miasto                       | Przeciwnik                   | Gol                          | Wynik                        | Rozgrywki                    |
| ---------------------------- | ---------------------------- | ---------------------------- | ---------------------------- | ---------------------------- | ---------------------------- | ---------------------------- |
| 1.                           | 17.04.1966                   | Santiago                     | Chile                        |                              | 1:0                          | Copa Bernardo O'Higgins 1966 |
| 2.                           | 20.04.1966                   | Santiago                     | Chile                        |                              | 1:2                          | Copa Bernardo O'Higgins 1966 |